# Cornelis Saftleven
Cornelis Saftleven o Zachtleven (Gorinchem, 1607 – Rotterdam, 1681) è stato un pittore, incisore e disegnatore olandese,  del secolo d'oro.

## Biografia

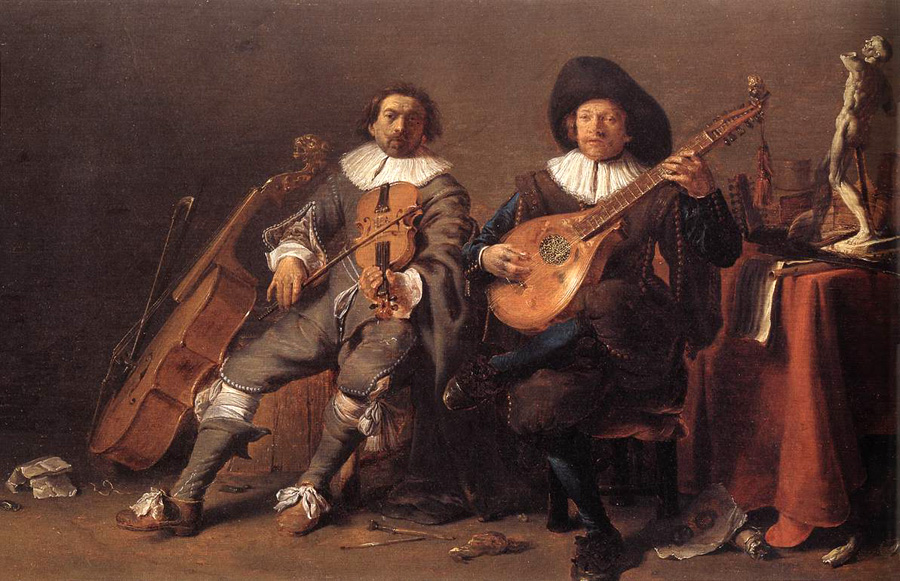
Il duetto (1635 c.)

Apparteneva ad una famiglia d'artisti: era infatti figlio di Herman Saftleven I e fratello dei pittori Herman ed Abraham. 
Non si conosce con certezza presso quale maestro eseguì il suo apprendistato, ma presumibilmente, avendo trascorso la sua giovinezza a Rotterdam, fu istruito dal padre assieme al fratello Herman.
Terminata l'istruzione come pittore, si trasferì ad Anversa tra il 1632 ed il 1634, dove acquisì una certa fama ritraendo soggetti ubriachi e buffi nello stile di Adriaen Brouwer.
Nel 1634 si recò ad Utrecht, dove collaborò con il fratello Herman all'esecuzione di dipinti raffiguranti granai, interni di fattorie e cucine e gli svaghi dei contadini nello stile di David Teniers il Giovane. Inoltre, prese parte con il fratello alla realizzazione del ritratto Godard van Reede e la sua famiglia (1634–1635). 

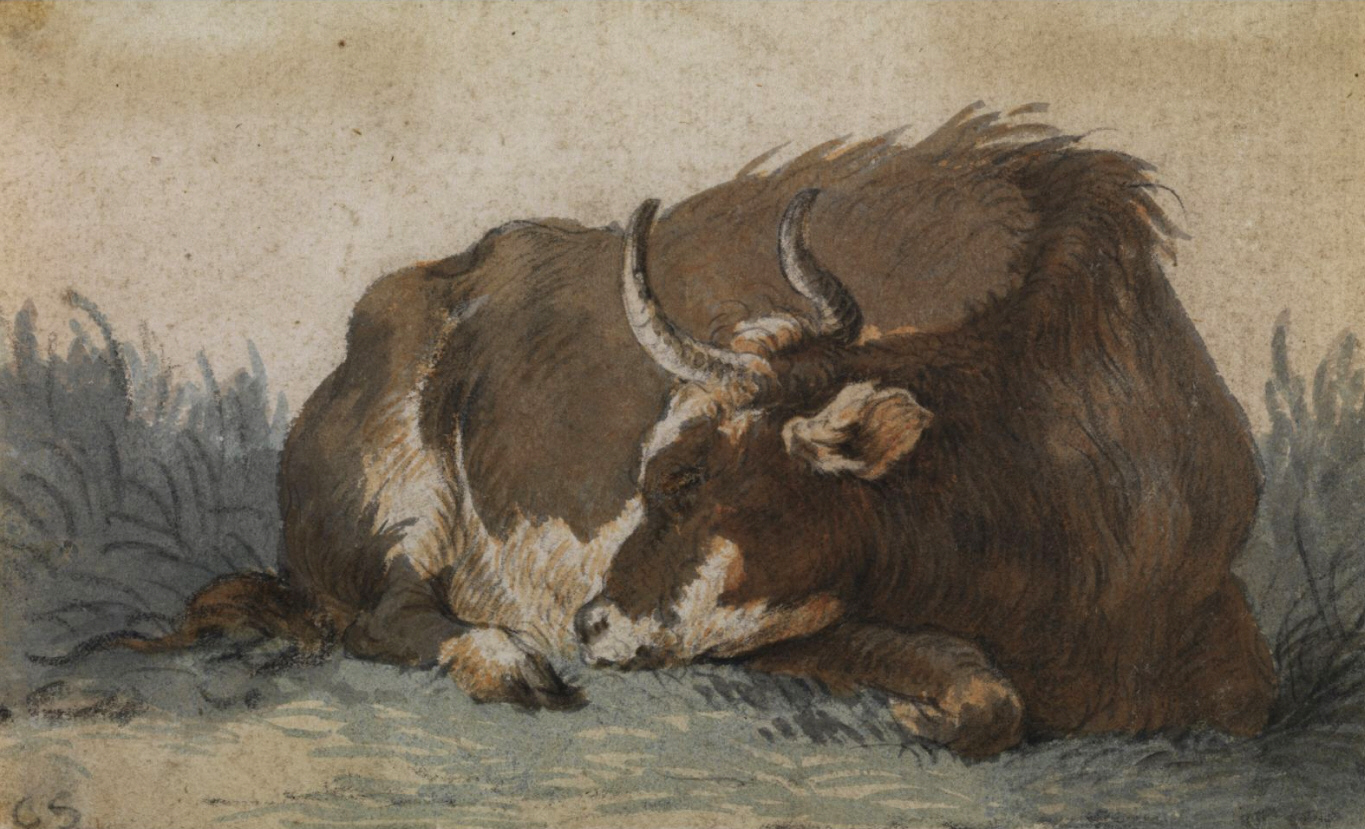
Mucca coricata

Ritornato a Rotterdam nel 1637, si sposò nella stessa città nel 1648 con Catharina van der Heyden. Dopo la prematura scomparsa della moglie avvenuta nel 1654, l'anno successivo si unì in seconde nozze a Elisabeth van der Avondt.
Nel 1667 fu nominato decano della Corporazione di San Luca a Rotterdam.
Cornelis Saftleven dipinse scene di genere con contadini, quadri di stampo satirico in cui rappresentava animali in veste di persone, paesaggi con greggi al pascolo. Ritrasse anche corpi di guardia, con soldati che giocano a carte e si divertono, tra strumenti di guerra, eseguì ritratti, dipinse scene in ambiente marino, soggetti mitologici e biblici.
Secondo alcuni, le sue rappresentazioni dell'inferno, le scene satiriche e le allegorie sono tra i suoi contributi più originali alla pittura olandese del periodo.
Saftleven produsse anche parecchi disegni, i più noti sono disegni con gesso nero riproducenti singole figure e studi di animali che rivelano l'influenza di Roelant Savery.
I suoi dipinti furono riprodotti tramite incisione da Marinus Robyn van der Goes.
Eseguì anch'egli alcune incisioni da suoi disegni.
Furono suoi allievi Abraham Hondius e Ludolf de Jongh.

## Opere

### Dipinti
- Autoritratto con cavalletto, olio su tavola, 31 x 23 cm, Museo del Louvre, Parigi, 1629[5]
- La tentazione di Sant'Antonio, olio su tavola di quercia, 34 x 27 cm, collezione privata, 1629[8]
- Godard van Reede e la sua famiglia, 1634–1635 (in collaborazione con Herman Saftleven II)[3]
- Il duetto, olio su tavola, 34 x 53 cm, Akademie der Bildenden Künste, Vienna, 1635 c.[9]
- Cacciatore che dà da mangiare ai suoi cani, olio su tavola, 39 x 56 cm, collezione privata, 1652 c.[5]
- Cascina nei pressi di un ruscello, olio su tavola, 73 x 105 cm, collezione privata[5]
- Gatto che sbircia attraverso un recinto, olio su tavola, 11 x 13,5 cm, firmato, 1666[10]
- Mercato del bestiame presso un canale alla periferia di una città, olio su tavola, 58,3 x 82,2 cm[11]
- Mucca coricata, guazzo su carta, 8,5 x 14 cm[12]

### Incisioni
- Insieme di cinque tavole a grottesca rappresentanti i cinque sensi[2]
- Dodici piccole tavole con cani, gatti, pollame ed altri animali[2]
- Un paesaggio con capre e pastore[2]

### Disegni
- Leone che ruggisce, gesso rosso e nero e acquerello nero e marron, 39,53 x 32,86 cm, Getty Museum, Los Angeles, 1625-1633[13]
- Uomo seduto che suona una tromba, gesso nero su carta, 25,4 x 19 cm, firmato CSL 1637, 1637[14]
- Una cantina stregata con animali, gesso rosso e nero e acquerello grigio e marron, 25,72 x 32,07 cm, Getty Museum, Los Angeles, 1655-1670[15]